# 横川駅 (群馬県)
横川駅（よこかわえき）は、群馬県安中市松井田町横川にある東日本旅客鉄道（JR東日本）信越本線の駅である。信越本線の群馬県側における終着駅となっている。
広島県にある西日本旅客鉄道（JR西日本）山陽本線・可部線の横川駅（こちらの読みは「よこがわ」で、電報略号は「ヨワ」）と区別するため、乗車券には「（信）横川」と印字される。

## 歴史
1885年（明治18年）に官設鉄道として開業した当初は終着駅であり、その後、軽井沢駅方面への延伸開業により途中駅となったが、1997年（平成9年）10月の北陸新幹線（長野新幹線）高崎駅 - 長野駅間の先行（部分）開業時に、当駅 - 軽井沢駅間が採算性等を理由に廃止（碓氷線バスへ転換）されたため、それ以降再び終着駅となっている。
信越本線の途中駅であった1997年9月以前においては、当駅 - 軽井沢駅間には急勾配（国鉄・JR路線において最急勾配となる最大66.7‰の勾配）が連続する難所の碓氷峠越えの区間があり、当該区間を走行する列車は補助機関車（補機）を連結する必要があった。そのため当駅ではすべての列車が停車の上、補助機関車の連結・切り離しが行われ、当駅構内には補助機関車や乗務員が所属する横川運転区が設置されているなど、信越本線における運行上の要衝となっていた。

### 年表
- 1885年（明治18年）10月15日：官設鉄道横川線として、高崎駅 - 当駅間が開業したことに伴い、開設[6][7]。
- 1888年（明治21年）9月5日：碓氷馬車鉄道の当駅 - 軽井沢駅間が開通[8]。
- 1893年（明治26年）4月1日：官設鉄道中山道線として、当駅 - 軽井沢駅間（碓氷峠区間）が延伸開業[9][2]。延伸区間では当初アプト式ラックレールが採用された[2]。碓氷馬車鉄道が廃止[8]。
- 1901年（明治34年）4月：中山道線 当駅 - 丸山信号所間が複線化。
- 1909年（明治42年）10月12日：国有鉄道線路名称制定に伴い、当駅を含む高崎駅 - 新潟駅間が信越線（しんえつせん）と命名される[8]。
- 1912年（明治45年）5月11日：信越線 当駅 - 軽井沢駅間が電化（直流600V・第三軌条方式）[6]。日本初の幹線電化[6]。
- 1914年（大正3年）6月1日：当駅を含む信越線 高崎駅 - 新潟駅間が信越本線（しんえつほんせん）に改称[8]。
- 1949年（昭和24年）6月1日：日本国有鉄道法施行に伴い、日本国有鉄道（国鉄）に継承。
- 1962年（昭和37年）7月15日：信越本線 高崎駅 - 当駅間が電化（直流1,500V・架空電車線方式）。
- 1963年（昭和38年）
  - 7月15日：信越本線 当駅 - 軽井沢駅間がEF63重連を補機とする新線（粘着式）に切替。同時に電圧を直流600Vから直流1,500Vに昇圧し、電化方式を第三軌条方式から架空電車線方式に変更[2]。当初は旧線（アプト式）と新線（粘着式）をそれぞれ単線で併用。
  - 9月30日：信越本線 当駅 - 軽井沢駅間の旧線（アプト式）が廃止され、新線（粘着式）に完全切替[2]。
- 1965年（昭和40年）6月29日：信越本線 松井田駅 - 当駅間が複線化。
- 1966年（昭和41年）7月2日：信越本線 丸山信号場 - 矢ヶ崎信号場間の複線化（旧線の一部を改修して転用。両信号場は同日廃止）に伴い、当駅 - 軽井沢駅間が完全に複線化。
- 1982年（昭和57年）4月1日：貨物の取り扱いを廃止[10]。
- 1984年（昭和59年）2月1日：荷物扱い廃止[10]。
- 1987年（昭和62年）4月1日：国鉄分割民営化に伴い、JR東日本の駅となる[10]。
- 1997年（平成9年）
  - 10月1日：北陸新幹線 高崎駅 - 長野駅間の開通[11]に伴い、信越本線 当駅 - 軽井沢駅間が廃止され、再び終着駅となる[5]。
  - 関東の駅百選に選定。
- 2006年（平成18年）
  - 3月9日：みどりの窓口の営業を終了し、「もしもし券売機Kaeruくん」設置[12]。
  - 3月21日：自動改札機稼働開始[13]。
- 2009年（平成21年）3月14日：ICカード「Suica」の利用が可能となる[14]。東京近郊区間に組み込まれる[14]。
- 2012年（平成24年）2月9日：「もしもし券売機Kaeruくん」営業終了[15]。

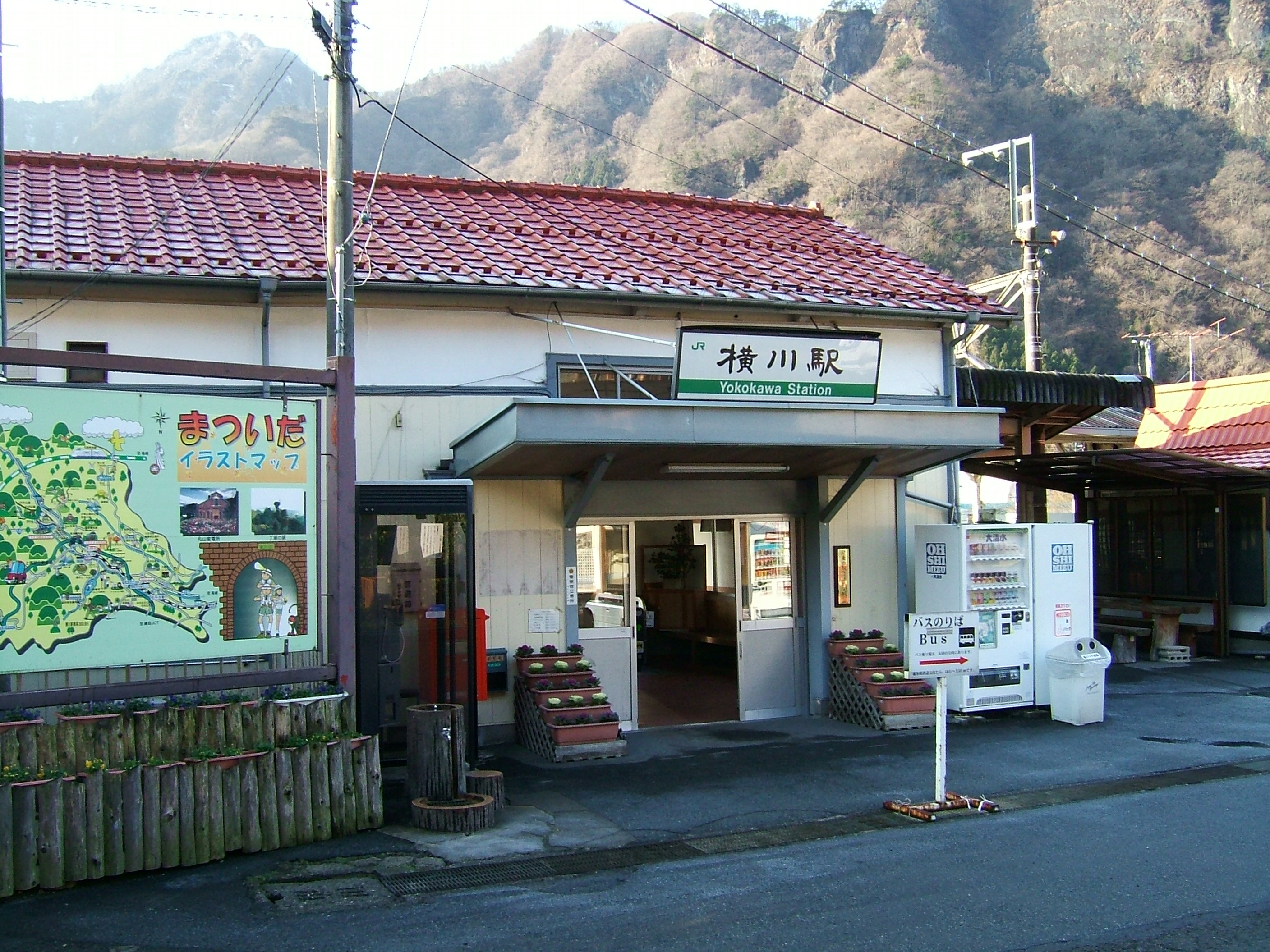
改装前の駅舎（2007年1月）
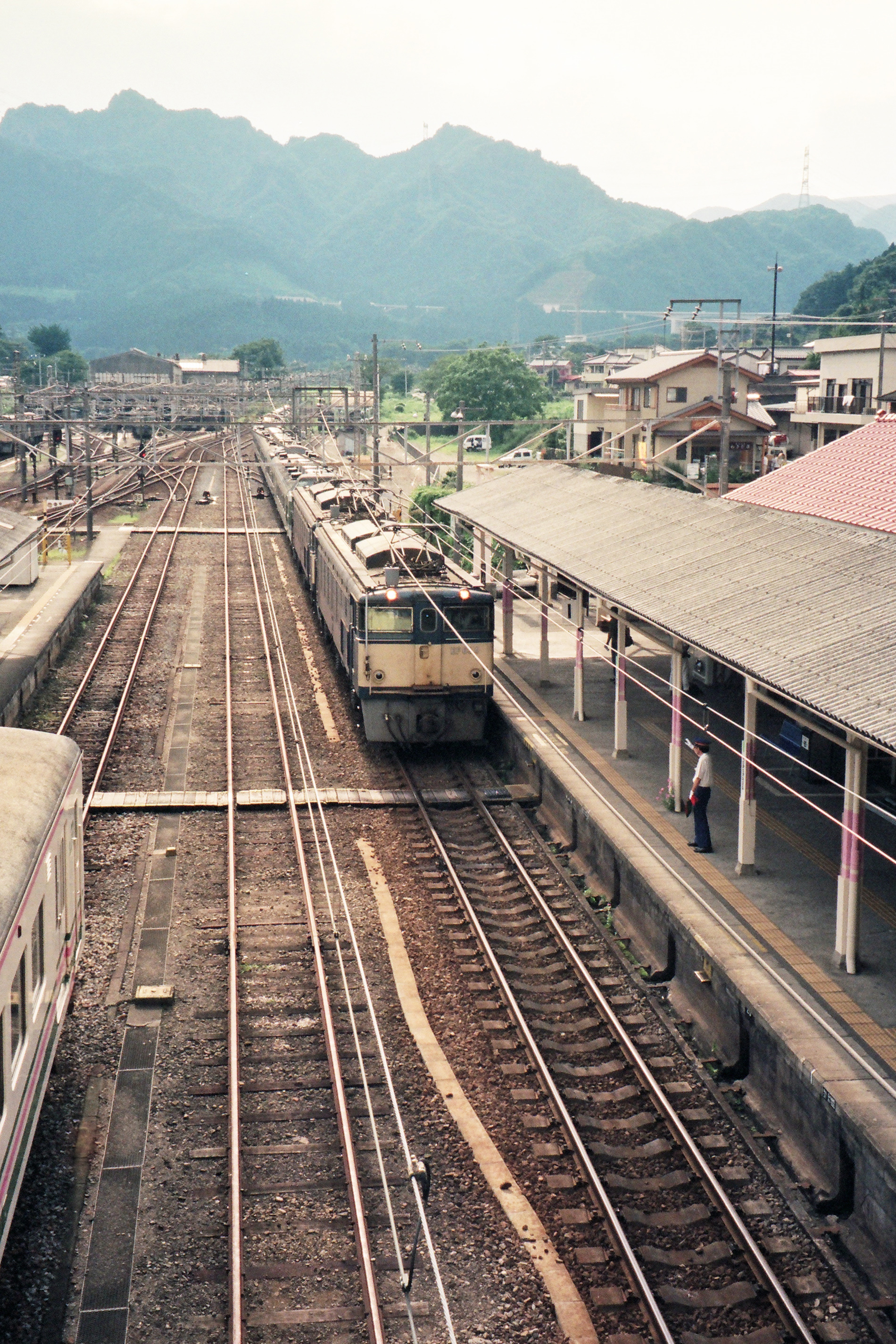
軽井沢からの列車（1997年7月）
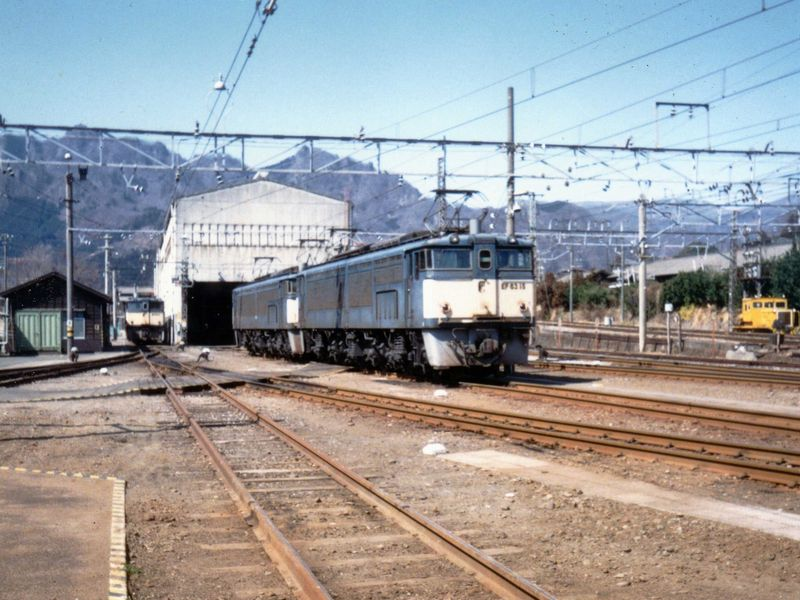
駅に隣接していた横川運転区（1988年頃）

## 駅構造
相対式ホーム2面2線を有する地上駅で、中線を1線持つ構造である。古くからの木造駅舎を有する。互いのホームは中央部の跨線橋と、2011年の群馬デスティネーションキャンペーンに合わせて線路終端部に設けられた通路によって連絡している。以前は単式ホーム1面1線と島式ホーム1面2線が中線を挟む構造で、側線も多数ある広大な構内だったが、1997年10月の当駅 - 軽井沢駅間の廃止後にほとんどが撤去され、線路は構内のはずれにコンクリート製の（第4種）車止めが設置され途切れた状態となっている。
安中駅が管理し、JR東日本ステーションサービスが受託する業務委託駅である。駅舎内部にはタッチパネル式自動券売機、Suica対応自動改札機が設置されている。過去にはみどりの窓口があったが2006年に廃止され、代替の「もしもし券売機Kaeruくん」も2012年に撤去された。
|      |       |          |      |      |          |          |         |         |          |       |          |         | butoirg | voie     | voie  | courbebd |       |          |       |          |          |          |          |      |
|      |       |          |      |      |          |          |         |         |          |       |          | BV      | butoirg | voie     | voie  | voie     | Dbifg |          |       |          |          |          |          |      |
|      |       |          |      |      |          |          |         |         |          |       | quai     | quai    | quaib   | quaib    |       |          |       | courbehg | bifbg | voie     | butoird  |          |          |      |
|      |       |          |      |      |          |          | Vrouteh | Vrouteh |          |       | quai     | butoirg | voie    | voie     | voie  | bifbd    | bifbg | bifhd    | voie  | voie     | voie     | courbebd |          |      |
| voie | bifbd | voie     | voie | voie | butoird  |          | Vroute  | Vroute  |          |       | quai     | butoirg | voie    | voie     | bifbg | bifhd    | bifhg | voie     | bifbd | courbebd |          |          | courbehg | voie |
|      |       | courbehg | voie | voie | courbebd |          | Vroute  | Vroute  |          |       | quai     | butoirg | voie    | courbehd |       |          |       |          |       | Dvoie    | courbehg | voie     | voie     | voie |
|      |       |          | quai | quai |          | courbehg | PN      | PN      | courbebd |       | quaih    | quai    | quai    | quai     |       |          |       |          |       | courbebg | bifhg    | voie     | butoird  |      |
|      |       |          |      |      |          |          | Vroute  | Vroute  |          | Dbifd | voie     | voie    | voie    | butoird  |       |          |       |          | Mvoie |          |          |          |          |      |
|      |       |          |      |      |          |          | Vroute  | Vroute  |          |       | courbehg | voie    | voie    | voie     | voie  | voie     | bifbg | courbehd |       |          |          |          |          |      |
|      |       |          |      |      |          |          | Vrouteb | Vrouteb |          |       |          |         | butoirg | voie     | bifbg | courbehd |       |          |       |          |          |          |          |      |
|      |       |          |      |      |          |          |         |         |          |       |          |         | butoirg | courbehd |       |          |       |          |       |          |          |          |          |      |

### のりば
| 番線 | 路線      | 方向 | 行先                 |
| ---- | --------- | ---- | -------------------- |
| 1・3 | ■信越本線 | 上り | 磯部・安中・高崎方面 |

（出典：JR東日本:駅構内図）
一部の列車が3番線を使用するほかは1番線からの発着となる。
3番線ホームはかつて島式ホームであり、3番線は高崎方面からの当駅折り返し列車と、当駅で下り（軽井沢方面の）優等列車を待避するものを含む下り列車が発着し、向かいの4番線からは下り列車が発着していた。4・5番線の軽井沢方は舗装されて駐車場の一部となった。線路は残っているがホーム東端（高崎方）で切断されており、本線には繋がっていない。また、ホームの旧4番線側には柵が設けられた。
2011年（平成23年）、3番線ホームの軽井沢方先端にあったスロープと通路が撤去され、1番線との間は新たにホームと同じ高さの通路で結ばれ、現在の頭端式ホームの姿となった。
旧4番線の外側にある側線（旧5番線）は碓氷峠鉄道文化むら内へと続いており、高崎方はそのまま引き上げ線となっており、そこからスイッチバックする形で3番線に接続している。
文化むら開業前にはこの線路を経由して展示車両が搬入されており、開業後はEF63の検査時に、高崎機関区との間で甲種輸送する際に用いられている。

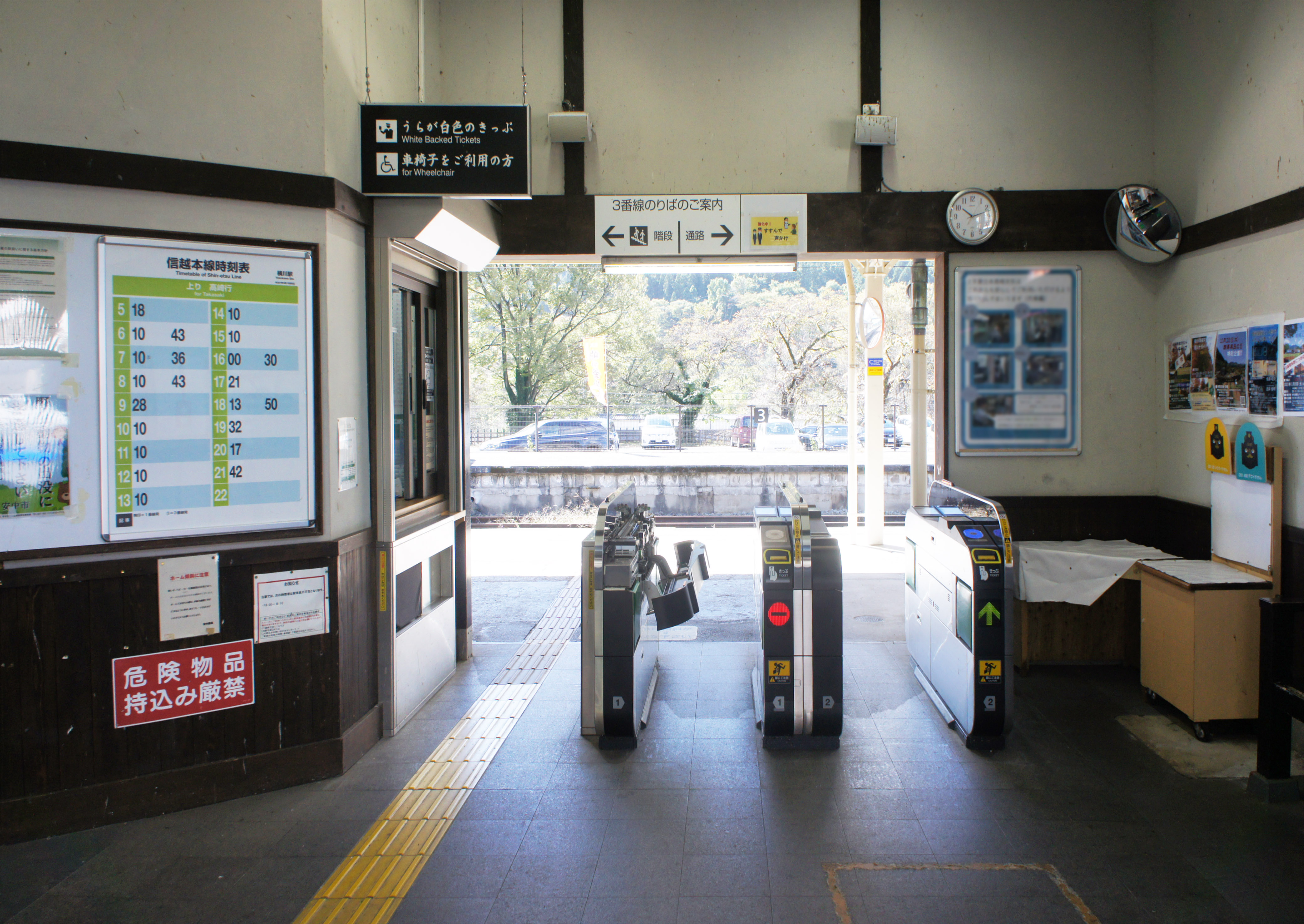
改札口
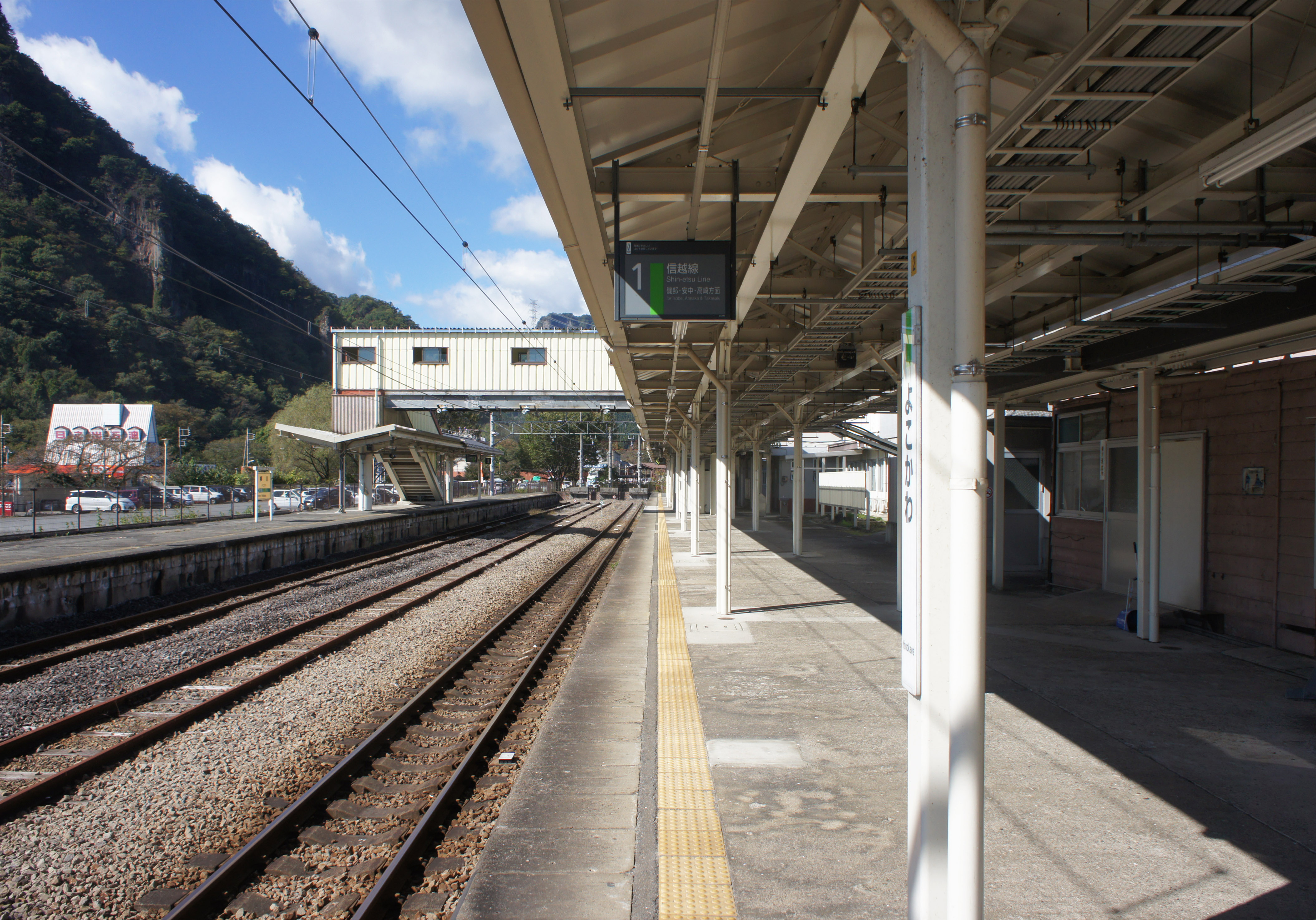
ホーム
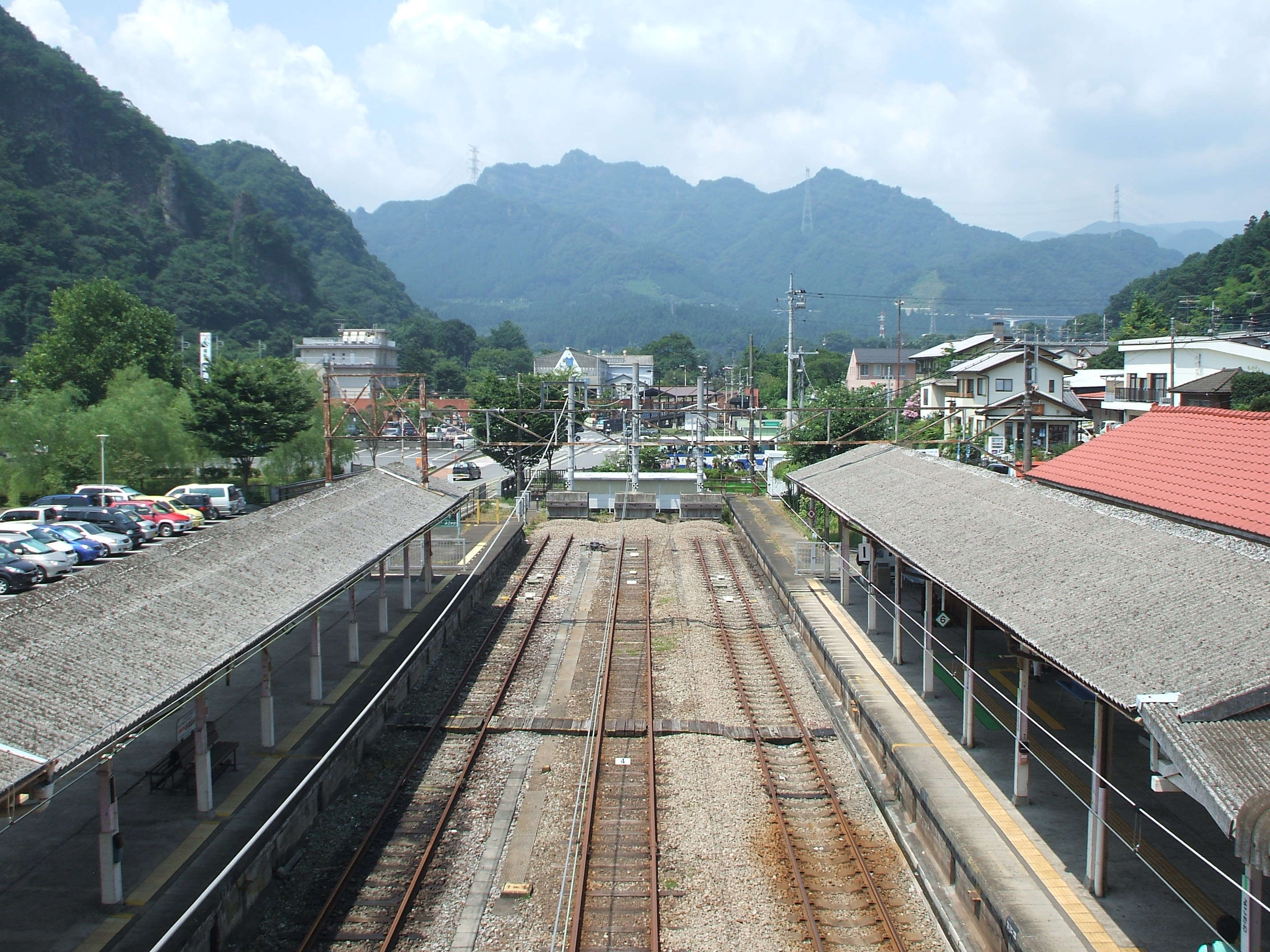
跨線橋から軽井沢方面を見る。奥には碓氷峠鉄道文化むらが見える
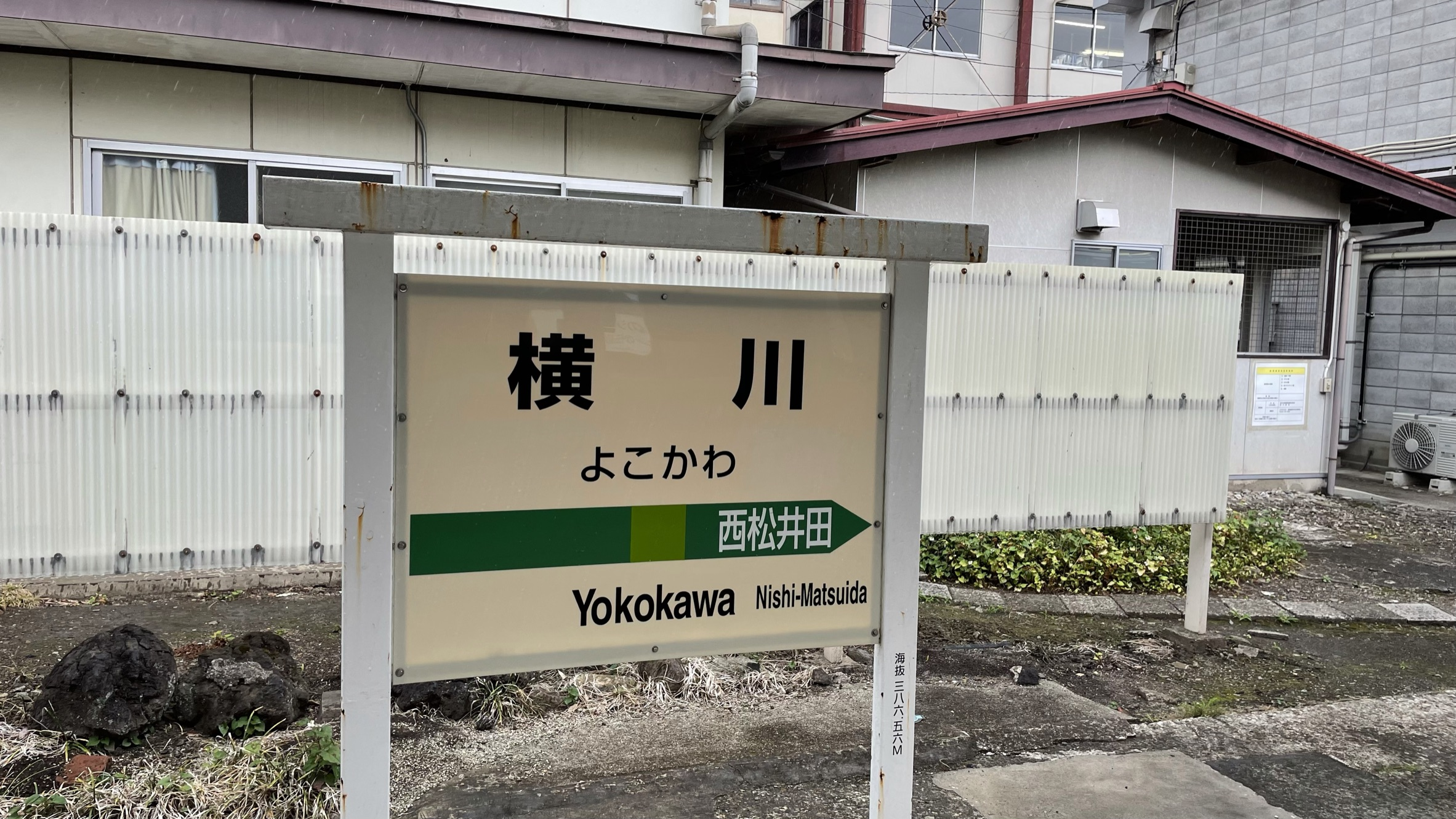
駅名標（2021年6月）
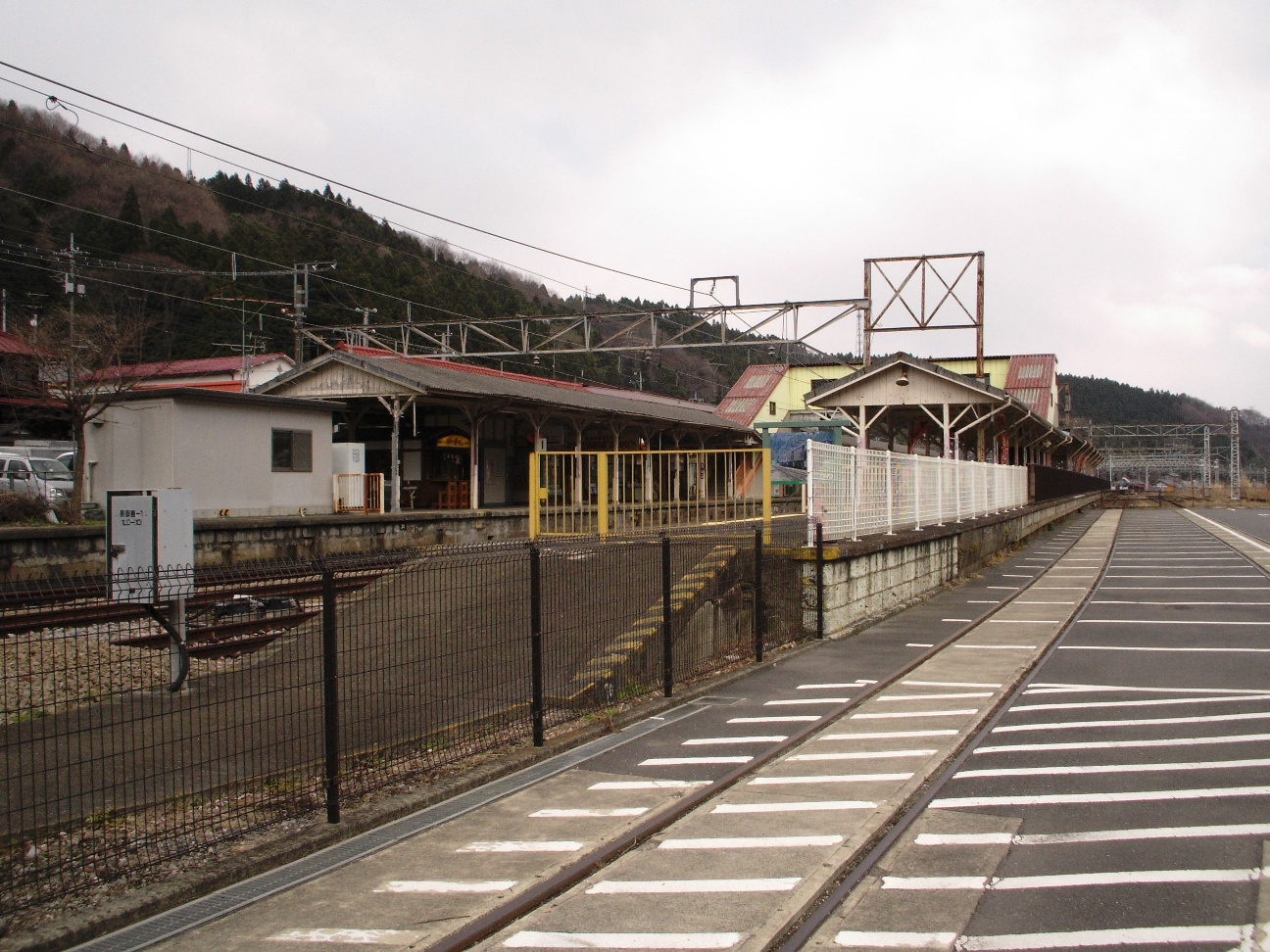
一時期189系とEF63が留置されていたかつての4番線。左の通路は2011年（平成23年）にホームと同じ高さになった。
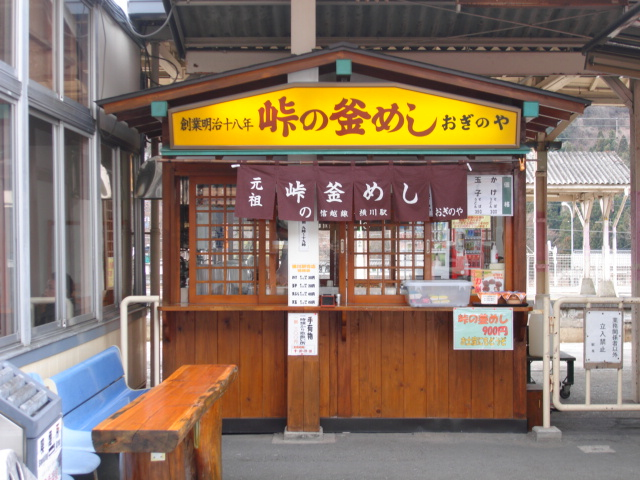
改札外にある駅そば・駅弁売店（改札内からも購入できる）
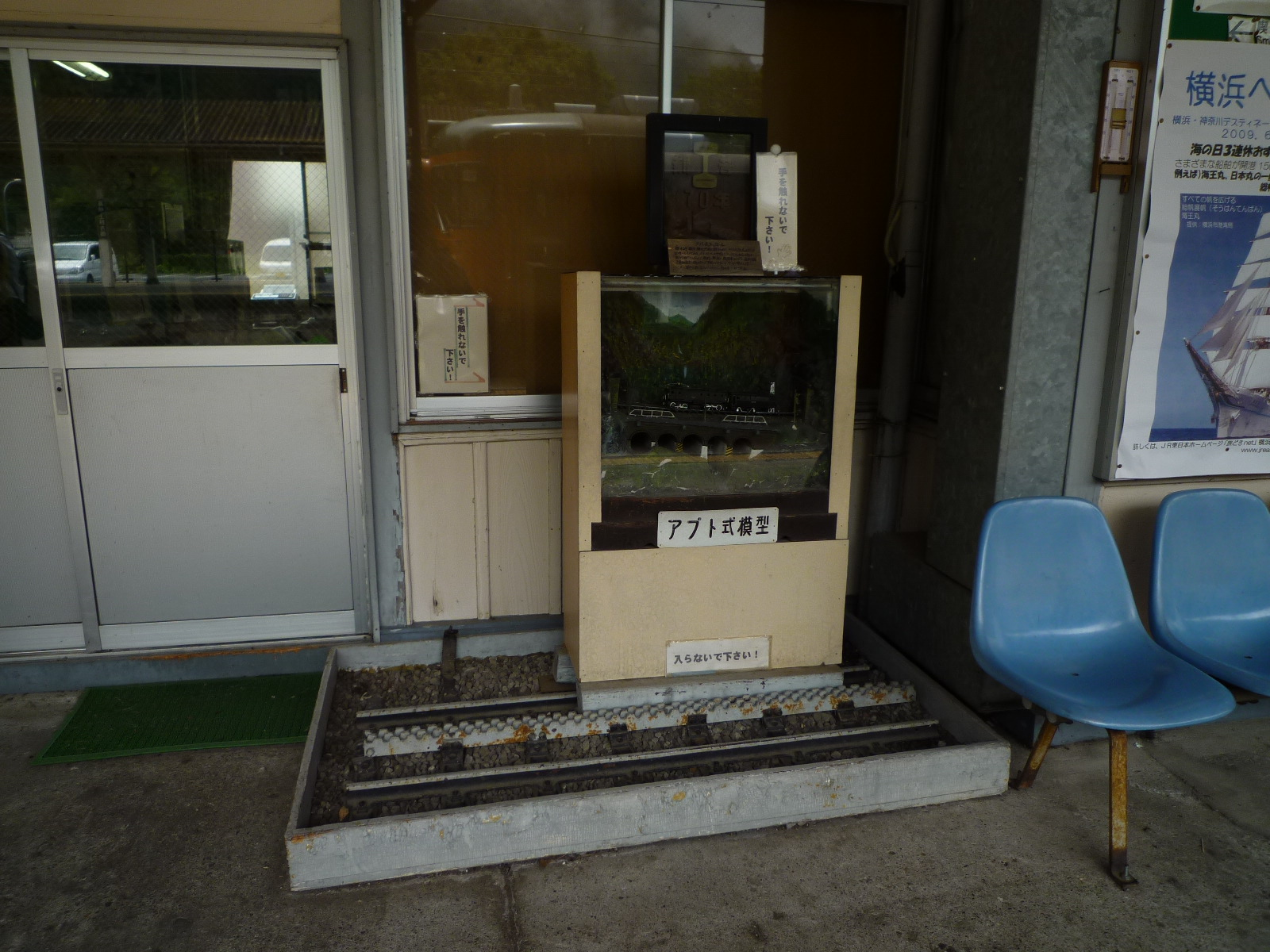
ホーム上で展示されている、アプト式の模型。上にはアプト廃止時（1963年）の線路のカットモデルも展示されている。

## 駅弁
主な駅弁は下記の通り。
- 峠の釜めし

## 利用状況
JR東日本によると、2023年度（令和5年度）の1日平均乗車人員は176人である。
2000年度（平成12年度）以降の推移は以下のとおりである。
| 乗車人員推移       | 乗車人員推移     | 乗車人員推移    |
| 年度               | 1日平均 乗車人員 | 出典            |
| ------------------ | ---------------- | --------------- |
| 2000年（平成12年） | 382              | [ 利用客数 2 ]  |
| 2001年（平成13年） | 344              | [ 利用客数 3 ]  |
| 2002年（平成14年） | 337              | [ 利用客数 4 ]  |
| 2003年（平成15年） | 317              | [ 利用客数 5 ]  |
| 2004年（平成16年） | 305              | [ 利用客数 6 ]  |
| 2005年（平成17年） | 314              | [ 利用客数 7 ]  |
| 2006年（平成18年） | 298              | [ 利用客数 8 ]  |
| 2007年（平成19年） | 316              | [ 利用客数 9 ]  |
| 2008年（平成20年） | 313              | [ 利用客数 10 ] |
| 2009年（平成21年） | 278              | [ 利用客数 11 ] |
| 2010年（平成22年） | 269              | [ 利用客数 12 ] |
| 2011年（平成23年） | 269              | [ 利用客数 13 ] |
| 2012年（平成24年） | 265              | [ 利用客数 14 ] |
| 2013年（平成25年） | 244              | [ 利用客数 15 ] |
| 2014年（平成26年） | 229              | [ 利用客数 16 ] |
| 2015年（平成27年） | 236              | [ 利用客数 17 ] |
| 2016年（平成28年） | 222              | [ 利用客数 18 ] |
| 2017年（平成29年） | 217              | [ 利用客数 19 ] |
| 2018年（平成30年） | 211              | [ 利用客数 20 ] |
| 2019年（令和元年） | 208              | [ 利用客数 21 ] |
| 2020年（令和02年） | 165              | [ 利用客数 22 ] |
| 2021年（令和03年） | 152              | [ 利用客数 23 ] |
| 2022年（令和04年） | 171              | [ 利用客数 24 ] |
| 2023年（令和05年） | 176              | [ 利用客数 1 ]  |

## 駅周辺

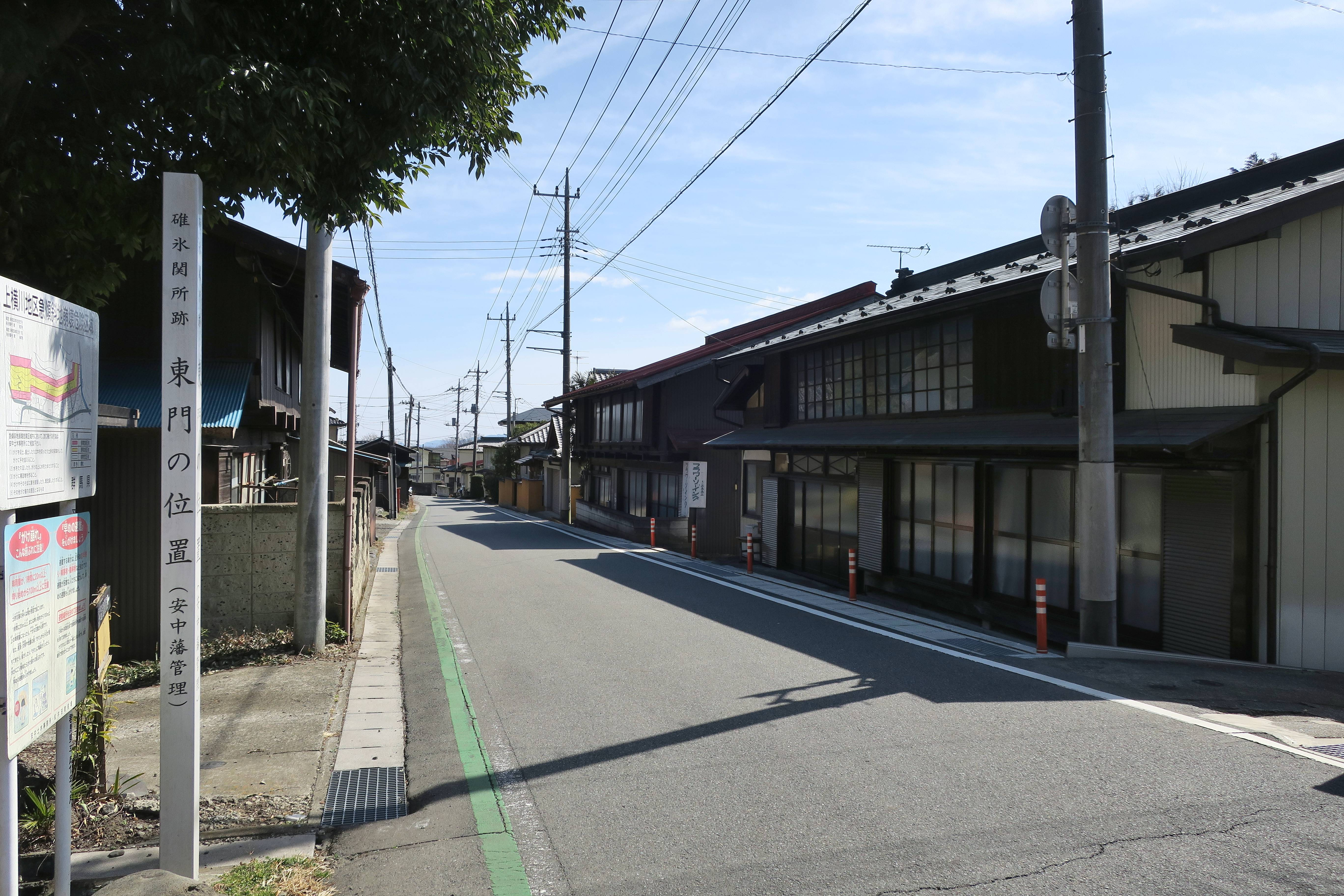
駅前の横川集落と旧・中山道

駅舎は碓氷川が流れる谷底の左岸（北岸）にある。川の右岸（南岸）は平地がほとんどなく龍駒山という険しい岩山になっている。最寄りの横川集落は信越線に沿うように左岸側に東西に細長く延びており、江戸時代にはここに谷底の細長い地形を活かした関所が設けられていた。これが東海道の箱根関と並び難所とされた中山道の碓氷関（別名は横川関）であり、現在も駅の北西に関所の東門が移築され残っている。
駅の西側で碓氷川と支流の入山川と霧積川の3川が合流している。かつての中山道は霧積川と碓氷川の間の尾根沿いに峠を目指し、国道18号（通称：旧道）と旧・信越本線は碓氷川の谷沿いに登って峠を目指した。入山川沿いは険しい渓谷であるがこちらで峠を目指すルートも存在し、群馬県道・長野県道92号松井田軽井沢線およびこの県道92号と一部重複する形で1971年に国道18号碓氷バイパスが整備されている。駅周辺の主な集落は駅前及び駅裏手の横川集落（松井田町横川）、駅北西側の坂本集落（松井田町坂本）、東側の五料集落（松井田町五料）など。
- 中山道碓氷関所跡
- 国道18号 - 駅の西側から軽井沢町内までは入山川沿いのバイパスと碓氷川・霧積川沿いの現道（旧道）に分かれる。
- 碓氷峠鉄道文化むら[1]（旧・横川運転区）
- 荻野屋横川本店
- 荻野屋横川店
- 群馬県道・長野県道92号松井田軽井沢線
- 群馬県道222号横川停車場線
- 群馬県道224号小根山森林公園線

### バス路線

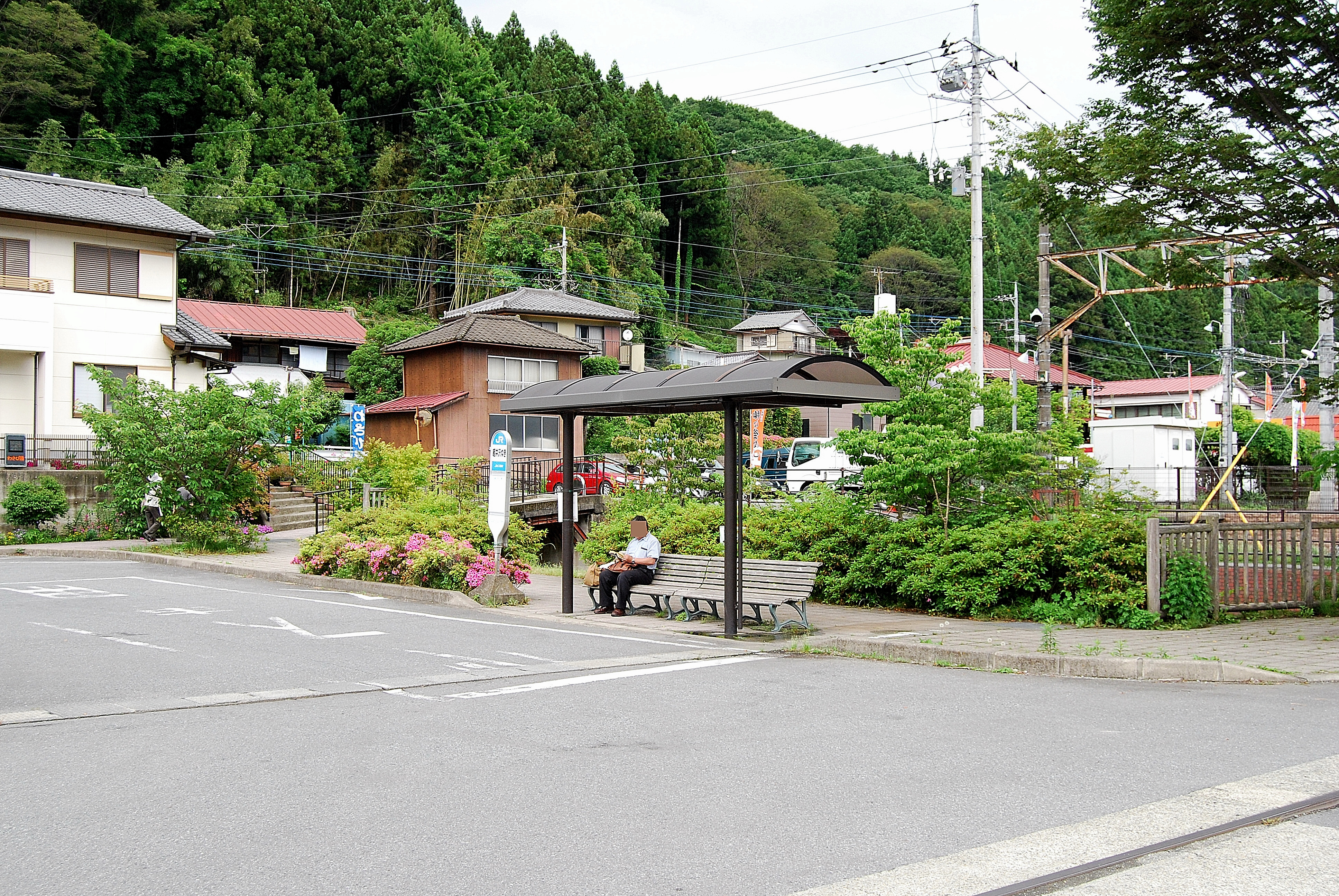
バスのりば

駅前のバス停から廃止代替バスとしてJRバス関東による碓氷線が軽井沢駅まで運行されている。鉄道廃止翌日の1997年（平成9年）10月1日から運行を開始した。バス停は車止めの先、改札を出て左手に徒歩1分の所にある。
なお、旧松井田町中心部へ向かう路線や近隣町村へ向かう碓氷線以外の路線は運行されていない。

## 隣の駅
東日本旅客鉄道（JR東日本）
■信越本線
- 臨時快速「SL/EL/DLぐんま よこかわ」発着駅

西松井田駅 - 横川駅

### かつて存在した路線
東日本旅客鉄道
信越本線（廃止区間）
横川駅 - *（丸山信号場） - （熊ノ平信号場） - *（矢ヶ崎信号場） - 軽井沢駅
*打消線の施設は廃線前に廃止。